# Eleanor Rathbone
Pour les articles homonymes, voir Rathbone.
Eleanor Florence Rathbone, née à Londres le 12 mai 1872 et morte le 2 janvier 1946 dans la même ville, est une femme politique britannique, réformatrice sociale, essayiste et militante féministe. Elle est députée au parlement britannique de 1929 à sa mort.

## Biographie

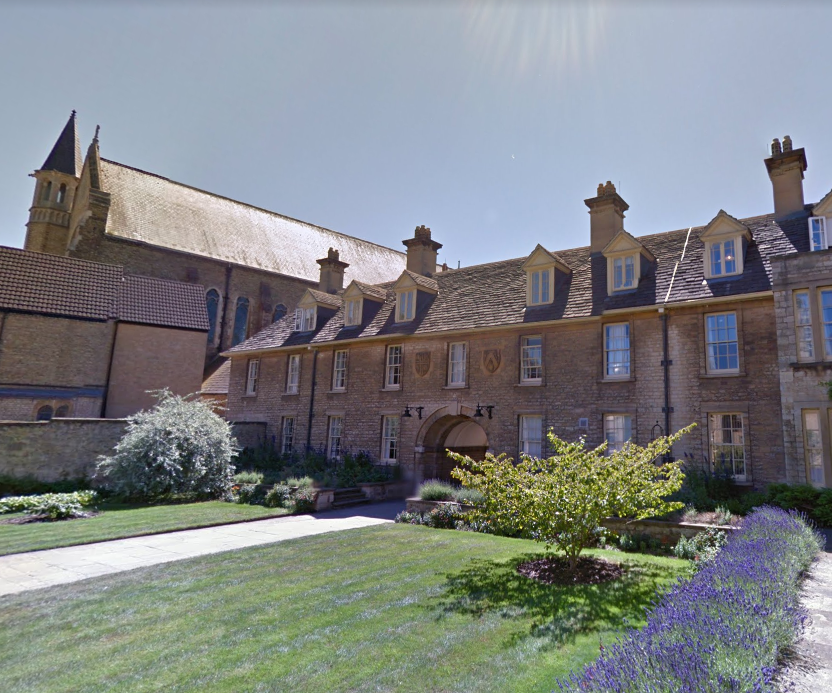
Collège Somerville, à Oxford.

Eleanor Rathbone est la fille du député libéral William Rathbone et d'Emily Acheson Lyle, sa seconde épouse. Elle est instruite à domicile, à l'exception d'une année à l'école de filles de Kensington et commence l'apprentissage du grec classique en 1892. Son père est député au parlement britannique de 1868 à 1895, aussi la famille vit-elle une partie de l'année près de Liverpool, et le reste du temps à Londres. La famille est unitarienne et abolitionniste Elle convainc ses parents de la laisser poursuivre ses études à l'université, et s'inscrit au Somerville Hall, d'Oxford, qui devient un collège universitaire l'année suivante. Elle étudie la philosophie et l'histoire romaine et participe au groupe informel de discussion des « Associated Prigs ». Ses études lui offrent un cercle de relations qu'elle garde durant sa vie entière.
Dans le cadre du combat suffragiste, en 1912, la présidente de la National Union of Women's Suffrage Societies Millicent Fawcett se rapproche du Parti travailliste en vue des prochaines élections. Sa décision rompt avec la position originelle du mouvement d'indépendance vis-à-vis des partis et provoque les critiques de suffragistes libérales, comme Eleanor Rathbone, qui quitte l'association. Elle y reviendra pourtant et en devint la présidente en 1918.
Issue du courant des réformistes sociaux, elle est députée à la Chambre des communes de 1929 à sa mort, défendant notamment la mise en place d’un système d’allocations familiales payées directement aux mères. Elle fut aussi remarquée pour son opposition à la politique dite d’« apaisement » (appeasement) à l’égard des régimes fascistes. Elle dénonça l’inertie de son pays lors de la seconde guerre italo-éthiopienne qui voit l'invasion de l’Éthiopie par l’Italie fasciste  (1935-1941), la remilitarisation de la Rhénanie en 1936 puis la signature par Chamberlain des accords de Munich en 1938. Elle s’était par ailleurs déclarée favorable à une intervention militaire britannique dans la guerre d’Espagne.

## Publications

### Ouvrages
- William Rathbone (1819-1902). A memoir by Eleanor F. Rathbone, London : Macmillan, 1905
- The Problem of women’s wages, 1912
- The Remuneration of women’s services, 1917
- The Disinherited Family, Londres : E. Arnold and Co., 1924
- The Ethics and economics of family endowment. The Social service lecture, London : Epworth Press, 1927
- Has Katherine Mayo slandered "Mother India"?, Londres : Constable, [1929?]
- Memorandum on the use and abuse of housing subsidies, Londres : Wm. H. Taylor and Sons, 1931
- Français et britanniques vous parlent de l'Espagne et de la paix, préface de Paul Langevin, 1937.
- The case for family allowances, Harmondsworth : Penguin books, 1940
- War can be averted. The achievability of collective security, Londres : Victor Gollancz, 1938

### Préface
- The tragedy of Abyssinia : what Britain feels and thinks and wants : a selection of some recent expressions of feeling and opinion by British men and women ; letters, articles, resolutions, speeches, London : League of Nations Union, 1936

## Distinctions
Eleanor Rathbone reçoit des doctorats honoris causa des universités de Durham, Liverpool et Oxford. Son portrait, réalisé en 1932 par James Gunn est déposé à la National Portrait Gallery.